# Bernardo Pie
Bernardo Pie (Bayaguana, 28 de abril de 1995) es un deportista dominicano que compite en taekwondo. Es hermano del también practicante de taekwondo Luisito Pie.
Ganó dos medallas en los Juegos Panamericanos, en los años 2019 y 2023, y cinco medallas en el Campeonato Panamericano de Taekwondo entre los años 2014 y 2024.

## Palmarés internacional
| Juegos Panamericanos    | Juegos Panamericanos         | Juegos Panamericanos | Juegos Panamericanos |
| Año                     | Lugar                        | Medalla              | Categoría            |
| ----------------------- | ---------------------------- | -------------------- | -------------------- |
| 2019                    | Lima (Perú)                  | Medalla de plata     | –68 kg               |
| 2023                    | Santiago (Chile)             | Medalla de plata     | –68 kg               |
| Campeonato Panamericano |                              |                      |                      |
| Año                     | Lugar                        | Medalla              | Categoría            |
| 2014                    | Aguascalientes (México)      | Medalla de plata     | –63 kg               |
| 2016                    | Querétaro (México)           | Medalla de bronce    | –58 kg               |
| 2018                    | Spokane (Estados Unidos)     | Medalla de oro       | –63 kg               |
| 2022                    | Punta Cana (Rep. Dominicana) | Medalla de oro       | –68 kg               |
| 2024                    | Río de Janeiro (Brasil)      | Medalla de plata     | –68 kg               |